# REWIND
「REWIND」（リワインド）は、Happinessの10枚目のシングル。2017年2月8日にrhythm zoneから発売。

## 概要
【CD＋DVD】【CD】【ワンコインCD】の3形態で発売。
同シングルが2017年2月8日に発売されることが2016年11月1日に発表、2017年1月13日にリリース情報の詳細が発表され、ミュージックビデオが解禁。

## 収録曲

### 【CD＋DVD】
CD
1. REWIND
  - 作詞：Emi Tawata　作曲：KENTZ・CHRIS HOPE・Maria Marcus
2. We like it
  - 作詞：TSUGUMI　作曲：Erde・TSUGUMI
3. REWIND (Instrumental)
4. We like it (Instrumental)

DVD
1. REWIND(Music Video)

### 【CD ONLY】
1. REWIND
2. We like it
3. REWIND (Instrumental)
4. We like it (Instrumental)

### 【ワンコインCD 】
1. REWIND